# Prince George’s County
Das Prince George’s County ist ein County im US-Bundesstaat Maryland. Der Verwaltungssitz (County Seat) ist Upper Marlboro. Bei der Volkszählung im Jahr 2020 hatte das County 967.201 Einwohner und eine Bevölkerungsdichte von 769 Einwohnern pro Quadratkilometer.
Das Prince George’s County ist Bestandteil der Metropolregion um die US-Hauptstadt Washington, D.C.

## Geographie
Das County liegt am Ostufer des Potomac River im östlichen und südlichen Vorortbereich der US-Bundeshauptstadt Washington. Der Potomac bildet die Grenze zu Virginia. Das Prince George’s County hat eine Fläche von 1291 Quadratkilometern; davon sind 34 Quadratkilometer (2,61 Prozent) Wasserflächen. Es grenzt an folgende Countys und selbstständigen Städte:
| Montgomery County                                | Howard County  |                     |
| Washington, D.C.                                 |                | Anne Arundel County |
| Fairfax County (Virginia), Alexandria (Virginia) | Charles County | Calvert County      |

## Geschichte

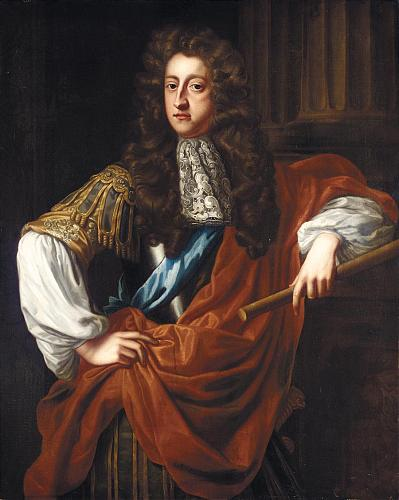
Prinz Georg

Das County wurde 1696 aus Teilen des Charles und des Calvert County gegründet. Benannt wurde es nach Georg, Prinz von Dänemark (1653–1708), dem Ehemann von Königin Anne von Großbritannien.
1748 wurde auf einem ausgegliederten Teil des Prince George’s County das Frederick County gegründet. 1791 wurde für das neu zu gründende District of Columbia ein weiterer Teil aus dem County ausgegliedert.

Sechs Stätten im Prince George’s County haben aufgrund ihrer geschichtlichen Bedeutung den Status einer National Historic Landmark. 100 Bauwerke und Stätten des Countys sind insgesamt im National Register of Historic Places eingetragen (Stand 14. November 2017).

## Demografische Daten
Nach der Volkszählung im Jahr 2010 lebten im Prince George’s County 863.420 Menschen in 297.937 Haushalten. Die Bevölkerungsdichte betrug 686,9 Einwohner pro Quadratkilometer.
Ethnisch betrachtet setzte sich die Bevölkerung zusammen aus 19,2 Prozent Weißen, 64,5 Prozent Afroamerikanern, 0,5 Prozent amerikanischen Ureinwohnern, 4,1 Prozent Asiaten sowie aus anderen ethnischen Gruppen; 3,2 Prozent stammten von zwei oder mehr Ethnien ab. Unabhängig von der ethnischen Zugehörigkeit waren 14,9 Prozent der Bevölkerung spanischer oder lateinamerikanischer Abstammung.
In den 297.937 Haushalten lebten statistisch je 2,74 Personen.
24,8 Prozent der Bevölkerung waren unter 18 Jahre alt, 65,7 Prozent waren zwischen 18 und 64 und 9,5 Prozent waren 65 Jahre oder älter. 51,8 Prozent der Bevölkerung war weiblich.

Das jährliche Durchschnittseinkommen eines Haushalts lag bei 69.545 USD. Das Prokopfeinkommen betrug 30.917 USD. 7,8 Prozent der Einwohner lebten unterhalb der Armutsgrenze.

## Verkehr
Der ÖPNV im County ist seit dem 30. Juni 2025 kostenlos.
Die nächstgelegenen Flughäfen sind der Baltimore-Washington International Airport und der Ronald Reagan Washington National Airport.

## Städte und Gemeinden
Citys
| - Bowie - College Park - District Heights - Glenarden | - Greenbelt - Hyattsville - Laurel - Mount Rainier | - New Carrollton - Seat Pleasant |

Towns
| - Berwyn Heights - Bladensburg - Brentwood - Capitol Heights - Cheverly | - Colmar Manor - Cottage City - Eagle Harbor - Edmonston - Fairmount Heights | - Forest Heights - Landover Hills - Morningside - North Brentwood - Riverdale Park | - University Park - Upper Marlboro |

Census-designated places (CDP)
- Accokeek
- Adelphi
- Andrews Air Force Base
- Beltsville
- Brandywine
- Calverton1
- Camp Springs
- Carmody Hills-Pepper Mill Village
- Chillum
- Clinton
- Coral Hills
- East Riverdale
- Forestville
- Fort Washington
- Friendly
- Glenn Dale
- Goddard
- Greater Landover
- Greater Upper Marlboro
- Hillandale1
- Hillcrest Heights
- Kettering
- Konterra
- Lake Arbor
- Landover
- Langley Park
- Lanham-Seabrook
- Largo
- Marlow Heights
- Marlton
- Mitchellville
- Oxon Hill-Glassmanor
- Rosaryville
- South Laurel
- Springdale
- Suitland-Silver Hill
- Temple Hills
- Walker Mill
- West Laurel
- Woodlawn
- Woodmore

1 – teilweise im Montgomery County